# Chocha
La Chocha (en russe : Шоша) est une rivière de Russie, qui arrose les oblasts de Tver et de Moscou et un affluent de la rive droite de la Volga.

## Géographie
La Chocha se jette en rive droite dans la Volga, à la hauteur du réservoir d'Ivankovo.
La Chocha est longue de 163 km et son bassin versant s'étend sur 3 080 km2.
La rivière est gelée de novembre-début janvier à fin mars-début avril.